# Pierre Bellon
Pierre Bellon (24 januari 1930 – 31 januari 2022) was een Franse miljardair, zakenman en oprichter van Sodexo, een multinationaal facilitair management- en foodservicebedrijf.

## Carrière
Bellon trad in 1958 in dienst bij de Société d'exploitations hôtelières, aériennes, maritimes et terrestres. Hij begon als administratief assistent en klom op tot CEO van het bedrijf.
In 1966 richtte hij Sodexho SA op (in 2008 omgedoopt tot Sodexo). Sodexo levert een verscheidenheid aan ondersteunende diensten aan duizenden instellingen, waaronder scholen, ziekenhuizen, pensioencentra, bedrijfs- en overheidskantoren, militaire voorzieningen, recreatievoorzieningen en penitentiaire instellingen. Sodexo is een beursgenoteerd bedrijf op de beurzen van New York en Parijs. Bellon trad in 2005 af als CEO van de Sodexo-groep, maar bleef president van het bedrijf tot januari 2016, toen zijn dochter Sophie Bellon hem opvolgde als president.
Zijn autobiografie is getiteld Je me suis bien amusé. Sodexho raconte....
Pierre Bellon behaalde een titel van HEC Paris.